# Conipoda
Conipoda is een geslacht van rechtvleugeligen uit de familie veldsprinkhanen (Acrididae). De wetenschappelijke naam van dit geslacht is voor het eerst geldig gepubliceerd in 1884 door Saussure.

## Soorten
Het geslacht Conipoda omvat de volgende soorten:
- Conipoda aldabrae Saussure, 1899
- Conipoda calcarata Saussure, 1884
- Conipoda pallida Walker, 1870